# Senecio confusus
Senecio confusus là một loài thực vật có hoa trong họ Cúc. Loài này được Burtt miêu tả khoa học đầu tiên.